# マジェスティ・オブ・ザ・シーズ
マジェスティ・オブ・ザ・シーズ（Majesty of the Seas）は、かつてロイヤル・カリビアン・インターナショナルが運航していたクルーズ客船。

## 概要
フランスのアトランティーク造船所で建造され、1992年に就航した。2020年末にエーゲ海でフェリー貨客船を運行するギリシャのシージェッツ社に売却された。